# Dagobert III
Dagobert III (699 - tussen 3 september 715 en 29 februari 716) was een Merovingische koning van de Franken tussen 711 en 715/716.

## Leven

### Pepijn van Herstal als hofmeier
Dagobert III was de zoon van Childebert III en Ermenchilde. In 711 volgde hij zijn vader op als koning van Austrasië, Neustrië en Bourgondië. Omdat hij toen slechts 12 jaar oud was, berustte de echte leiding bij zijn hofmeier Pepijn van Herstal in Austrasië en Pepijns oudste zoon Grimoald II, die hofmeier van Neustrië en Bourgondië was. Toen Grimoald II in april 714 werd vermoord, had Pepijn geen zoons meer uit zijn huwelijk met Plectrudis en Karel Martel was nu zijn oudste nog in leven zijnde zoon. Plectrudis zorgde er echter voor dat Pepijn zijn zoon Karel uitsloot van de opvolging en zijn minderjarige kleinzoon Theudoald (zoon van Grimoald) tot zijn opvolger benoemde.

### Opvolgingsstrijd over het hofmeierschap
Toen Pepijn van Herstal nog op 16 december van datzelfde jaar overleed, werd Theudoald inderdaad tot hofmeier van heel het Frankische rijk benoemd, met Plectrudis, die wilde vermijden dat de koning zelf enige macht verwierf, als regentes. Plectrudis liet daarop Karel gevangennemen en sloot hem op in Keulen of Aken.
De Neustrische adel zag in de aanstelling van de minderjarige Theudoald zijn kans zich te bevrijden van de Austrasische dominantie en lieten daarom koning Dagobert III in 715 Raganfrid als hofmeier van Austrasië aanstellen.

## Opvolging
Als koning werd Dagobert III tussen 3 september 715 en 29 februari 716 opgevolgd door Chilperik II, waarbij men Dagoberts zoon Theuderik IV oversloeg. In 716 volgde de verheffing van Chilperik II tot koning van Neustrië, het kerngebied van het Frankische Rijk, als opvolger van Dagobert III.

## Voorouders
| Voorouders van Dagobert III | Voorouders van Dagobert III                                | Voorouders van Dagobert III                                | Voorouders van Dagobert III                                | Voorouders van Dagobert III                                | Voorouders van Dagobert III                | Voorouders van Dagobert III                | Voorouders van Dagobert III                | Voorouders van Dagobert III                |
| --------------------------- | ---------------------------------------------------------- | ---------------------------------------------------------- | ---------------------------------------------------------- | ---------------------------------------------------------- | ------------------------------------------ | ------------------------------------------ | ------------------------------------------ | ------------------------------------------ |
| Overgrootouders             | Clovis II (637-655/58) ∞ Bathildis (626-680)               | Clovis II (637-655/58) ∞ Bathildis (626-680)               | Ansegisus (610-662) ∞ Begga (620-693)                      | Ansegisus (610-662) ∞ Begga (620-693)                      | ? (-) ∞ ? (-)                              | ? (-) ∞ ? (-)                              | ? (-) ∞ ? (-)                              | ? (-) ∞ ? (-)                              |
| Grootouders                 | Theuderik III (654-691) ∞ Clothildis van Herstal (650-699) | Theuderik III (654-691) ∞ Clothildis van Herstal (650-699) | Theuderik III (654-691) ∞ Clothildis van Herstal (650-699) | Theuderik III (654-691) ∞ Clothildis van Herstal (650-699) | ? (-) ∞ ? (-)                              | ? (-) ∞ ? (-)                              | ? (-) ∞ ? (-)                              | ? (-) ∞ ? (-)                              |
| Ouders                      | Childebert III (683-711) ∞ Ermenchilde (-)                 | Childebert III (683-711) ∞ Ermenchilde (-)                 | Childebert III (683-711) ∞ Ermenchilde (-)                 | Childebert III (683-711) ∞ Ermenchilde (-)                 | Childebert III (683-711) ∞ Ermenchilde (-) | Childebert III (683-711) ∞ Ermenchilde (-) | Childebert III (683-711) ∞ Ermenchilde (-) | Childebert III (683-711) ∞ Ermenchilde (-) |
| Dagobert III (699-715)      |                                                            |                                                            |                                                            |                                                            |                                            |                                            |                                            |                                            |